# Ilha da Caqueirada
A '''Ilha da Caqueirada''' ou '''Ilha de Bom Jesus" é uma Ilha localizada na Baía de Guanabara, na cidade do Rio de Janeiro.